# Асо (княжество)
Княжество Асо (яп. 麻生藩 Асо-хан) — феодальное княжество (хан) в Японии периода Эдо (1604—1871). Асо-хан располагался в провинции Хитати (современная префектура Ибараки) на острове Хонсю.
Административный центр хана: Асо-дзинъя в провинции Хитати (современный город Намегата, префектура Ибараки). На протяжении всей истории княжество управлялось самурайским родом Синдзё.

## История
Синдзё Наоёри (1538—1613), вассал Тоётоми Хидэёси и даймё Такацуки-хана в провинции Сэтцу, в 1600 году участвовал в битве при Сэкигахаре на стороне западной коалиции под предводительством Исида Мицунари. После победы восточной коалиции под руководством Токугава Иэясу Синдзё Наоёри был лишен своих владений в провинции Сэтцу. Тем не менее, в 1604 году после принесения присяги на верность Токугава Иэясу Синдзё Наоёри получил во владение домен Асо в восьми районах провинций Хитати и Симоцукэ (33 000 коку).
Его сын и преемник, Синдзё Наосада (1562—1618), разделил княжество, выделив своему младшему брату удел с доходом 3 000 коку. Синдзё Наонори (1660—1676), 5-й даймё Асо-хана (1674—1676), занял княжеское место в юном возрасте, поэтому всеми делами доменами по-прежнему управлял его отец, Синдзё Наотоки (1626—1677), 4-й даймё (1662—1674), который в статусе хатамото создал для себя дочерний хан (7 000 коку) в районе Касима. После смерти Синдзё Наонори в возрасте 17 лет в 1676 году Асо-хан перешел под контроль сёгуната Токугава. Синдзё Наотоки успешно ходатайствовал перед сёгуном о восстановлении княжества в том же году, он также получил ещё 3 000 коку к уже существующим 7 000 коку.
Во время Войны Босин (1868—1869) Асо-хан оказал помощь в подавлении восстания в провинции Мито. На месте Асо-дзинъя сейчас находится начальная школа города Асо, а дом каро Асо-хана также сохранился в качестве музея.
Согласно переписи 1869 года, в Асо-хане проживало 6 043 человека в 1389 домохозяйствах.

## Список даймё
| #                              | Имя и годы жизни                            | Годы правления | Титул                     | Ранг                     | Кокудара    |
| ------------------------------ | ------------------------------------------- | -------------- | ------------------------- | ------------------------ | ----------- |
| Род Синдзё (тодзама) 1604—1871 |                                             |                |                           |                          |             |
| 1                              | Синдзё Наоёри (1538-1613) (яп. 新庄直頼 )   | 1604-1612      | Суруга-но-ками (駿河守)   | Пятый нижний (従五位下)  | 33,000 коку |
| 2                              | Синдзё Наосада (1562-1618) (яп. 新庄直定 )  | 1612-1618      | Этидзэн-но-ками (越前守)  | Пятый нижний (従五位下)  | 30,000 коку |
| 3                              | Синдзё Наоёси (1599-1662) (яп. 新庄直好 )   | 1618-1662      | Этидзэн-но-ками (越前守)  | Пятый нижний (従五位下)  | 30,000 коку |
| 4                              | Синдзё Наотоки (1626-1677) (яп. 新庄直時 )  | 1662-1674      | Оки-но-ками (隠岐守)      | Пятый нижний (従五位下)  | 30,000 коку |
| 5                              | Синдзё Наонори (1660-1676) (яп. 新庄直矩 )  | 1674-1676      | нет                       | нет                      | 23,000 коку |
| 6                              | Синдзё Наотоки (1626-1677) (яп. 新庄直時 )  | 1676-1677      | Оки-но-ками (隠岐守)      | Пятый нижний (従五位下)  | 10,000 коку |
| 7                              | Синдзё Наонори (1665-1708) (яп. 新庄直詮)   | 1677-1708      | Тономо-но-ками (主殿頭)   | Пятый нижний (従五位下)  | 10,000 коку |
| 8                              | Синдзё Наосукэ (1692-1746) (яп. 新庄直祐 )  | 1708-1735      | Суруга-но-ками (駿河守)   | Пятый верхний (従五位上) | 10,000 коку |
| 9                              | Синдзё Наотака (1716-1792) (яп. 新庄直隆)   | 1735-1755      | Эттю-но-ками (越中守)     | Пятый нижний (従五位下)  | 10,000 коку |
| 10                             | Синдзё Наоёси (1727-1772) (яп. 新庄直侯)    | 1755-1772      | Этидзэн-но-ками (越前守)  | Пятый нижний (従五位下)  | 10,000 коку |
| 11                             | Синдзё Наонори (1751-1808) (яп. 新庄直規)   | 1772-1803      | Суруга-но-ками (駿河守)   | Пятый нижний (従五位下)  | 10,000 коку |
| 12                             | Синдзё Наокадзу (1787-1845) (яп. 新庄直計 ) | 1803-1845      | Тономо-но-ками (主殿頭)   | Пятый нижний (従五位下)  | 10,000 коку |
| 13                             | Синдзё Наотора (1839-1865) (яп. 新庄直彪 )  | 1845-1865      | Суруга-но-ками (駿河守)   | Пятый нижний (従五位下)  | 10,000 коку |
| 14                             | Синдзё Наохацу (1865-1867) (яп. 新庄 直𩑛 ) | 1866-1867      | нет                       | нет                      | 10,000 коку |
| 15                             | Синдзё Наотака (1818-1872) (яп. 新庄直敬)   | 1867-1871      | Симоцукэ-но-ками (下野守) | Пятый нижний (従五位下)  | 10,000 коку |